# Erykah Badu
Erykah Badu [érika badú] (rojena Erica Abi Wright), afroameriška pevka ritem in bluesa in hip-hopa, kantavtorica in igralka, * 26. februar 1971, Dallas, Teksas, ZDA.

## Življenje in delo
Verjetno je najbolj znana s pesmijo »You Got Me« v sodelovanju s skupino The Roots, kot tudi po svojih pesmih »Tyrone«, »Next Lifetime«, »On & On« in »Clevah.« 
Nekateri glasbeni novinarji so označili njeno zvrst glasbe z nouvelle-soulom ali neo soulom in jo po čustvenem izražanju velikokrat primerjali z Billie Holiday ter jo enačili z Maxwellom in D'Angelom. Badu je zavrgla svoje »suženjsko ime« »Erica Wright« namesto imena »Badu«, kar je po njenem v arabščini izraz za »dokaz resnice«.
Nastopala je tudi z glasbenikom in pevcem roots rock reggaeja Burning Spearom v New Yorku, kot tudi na spominskem koncertu One Love Marleyeve družine v Kingstonu, kjer je zapela pesem Roberta Neste »Boba« Marleya »We Don't Need No Mo Trouble« in skupaj z Jamesom »Jimmyjem Cliffom« Chambersom pesem »No Woman No Cry«.

## Diskografija
- Baduizm
- Live
- Mama's Gun
- Worldwide Underground
- New Amerykah Part One (4th World War)